# Års-stenen
Års-stenen er en runesten der står på en lille høj få meter sydvest for Aars Kirke i Himmerland. Den bærer følgende indskrift (originalt på olddansk): I august 2025 blev den flyttet ind i Aars Kirke for at beskytte den mod vejr og vind, da den var begyndt at slå revner.
Asser satte denne sten efter Valtoke, sin 'drot'. Stenen forkynder, at den længe vil stå her; den skal nævne (omtale) Valtokes varde. 
 Valtokes fulde navn var Valtoke (også Wal-Töki) Gormsson, og han var søn af Gorm den gamle. Han døde i slaget ved Fýrisvellir nær Uppsala mod kong Erik Sejrsæl.
Stenen blev genopdaget i Aars i 1654. Den er 160 cm høj, 77 cm bred og blev rejst mellem 970 og 1020.